# おうし座16番星
おうし座16番星(16 Tauri)は、おうし座の恒星でプレアデス星団に属する5等星。

## 概要
プレアデス星団の中では輝星の一つだが、5等星と暗く、肉眼で見つけるのは難しい。B型スペクトルの準巨星である。星間物質による減光が0.3等級ほどあると考えられている。

## 名称
固有名のケラエノ (Celaeno) は、ギリシャ神話に登場するアトラースとプレーイオネーの娘ケライノーに由来する。2016年8月21日、国際天文学連合の恒星の命名に関するワーキンググループ (Working Group on Star Names, WGSN) は、Celaeno をおうし座16番星の固有名として正式に承認した。

## 画像

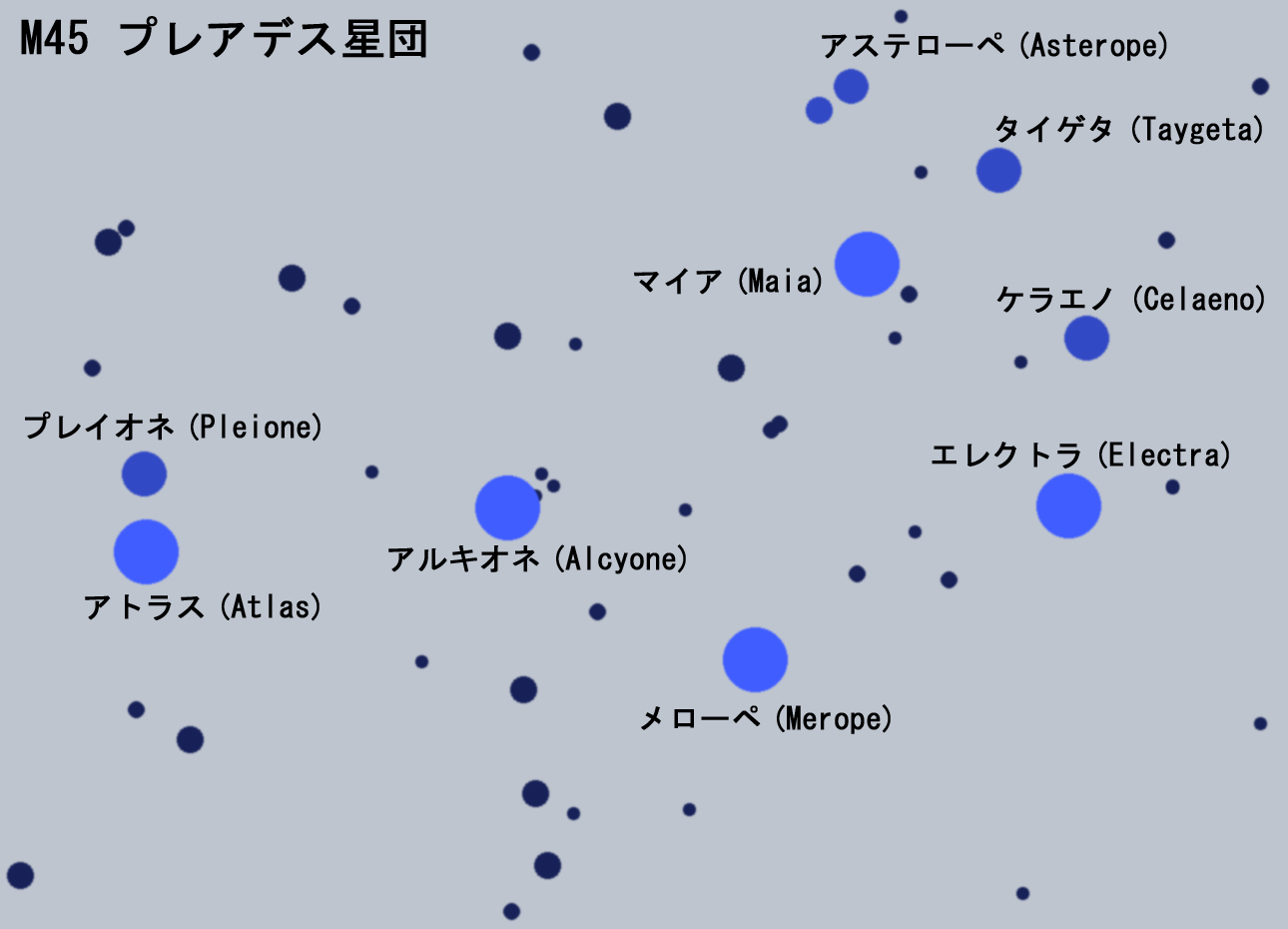
プレアデス星団の構成